# Лекан, Боштьян
Боштьян Лекан (словен. Boštjan Lekan) — бывший югославский и словенский биатлонист, участник двух зимних Олимпийских игр.
С 1991 года начал выступать за сборную Словении. Во внутренних соревнованиях представлял спортивный клуб «Термит».

## Карьера
В гонках Кубка мира впервые выступил в 1986 году на этапе в австрийском Хохфильцене, где стал 74-м в спринте. Наивысшим достижением за 10 лет выступлений стало 12-е место в индивидуальной гонке в сезоне 1994/1995 в словенской Поклюке.
На чемпионатах мира дебютировал в 1989 году в австрийском Обертиллиахе, где в индивидуальной гонке занял 67-е место, в командной гонке — 16-е. Лучшим личным результатом на чемпионатах мира стало 21-е место в спринте в итальянском Антхольце в 1995 году.
Принял участие в двух зимних Олимпийских играх (1992 и 1994). Лучшей стала индивидуальная гонка в Альбервиле, где он, допустив только один промах, финишировал 21-м.
После завершения спортивной карьеры работал в сервис-группе словенской сборной по биатлону, в настоящее время работает помощником главного тренера.
Женат, имеет двух дочерей — Нику и Сару.

### Участие в Чемпионатах мира
| Год  | Место проведения | Инд | Спр | Ком | Эст |
| 1989 | ЧМ Файстриц      | 67  | —   | 16  | —   |
| 1990 | ЧМ Минск         | 70  | 42  | 10  | 8   |
| 1991 | ЧМ Лахти         | 36  | —   | 11  | —   |
| 1993 | ЧМ Боровец       | 68  | —   | —   | —   |
| 1995 | ЧМ Антхольц      | 41  | 23  | —   | 14  |
| 1996 | ЧМ Рупольдинг    | 52  | —   | —   | 19  |

### Участие в Олимпийских играх
| Год  | Место проведения | Инд | Спр | Эст |
| 1992 | Альбервиль       | 21  | 51  | —   |
| 1994 | Лиллехаммер      | 59  | —   | 10  |

### Общий зачёт Кубка мира
- 1991/1992 — 40-е место
- 1992/1993 — 60-е место
- 1993/1994 — 75-е место